# Hôtel du Pélican
L’hôtel du Pélican est un édifice de la commune de Saint-Malo, dans le département d’Ille-et-Vilaine en région Bretagne.

## Localisation
Il est situé à Saint-Servan quartier de la commune de Saint-Malo depuis 1967. Il se trouve aux numéros 8 et 10 de la rue Ville-Pépin, axe principal de Saint-Servan.

## Historique
L'hôtel particulier date de 1714 (la date est indiquée au-dessus de la porte d'entrée).
Il est inscrit au titre des monuments historiques depuis le 5 juin 1964.

## Architecture

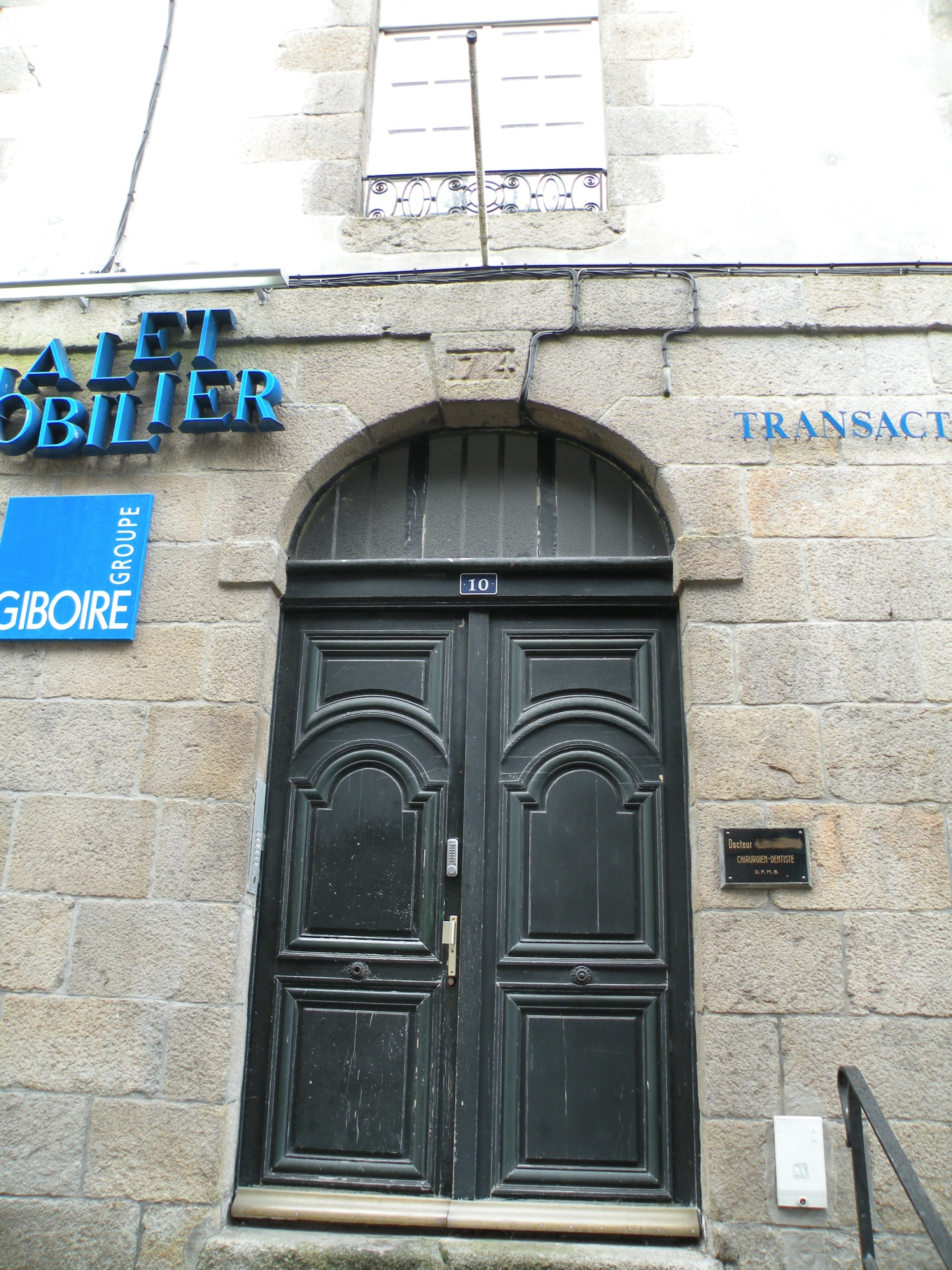
Porte d'entrée.